# Санду, Владлена Олеговна
Владлена Олеговна Санду (род. 17 августа 1982, Феодосия, Крымская область, УССР, СССР) — сценарист, театральный режиссёр, режиссёр документального и игрового кино.

## Биография
Родилась 17 августа 1982 года в Феодосии. После развода родителей в 1989 году переехала в родной город матери — Грозный в Чечено-Ингушской АССР. В 1994 году началась Первая чеченская война, и четыре года она росла в условиях войны. Мать Владлены была ранена. В 1998 году Владлена вместе с матерью и бабушкой  стали беженцами и перебрались в Георгиевск.
В 2011 году окончила курс современного искусства Давида Рифа в Московской школе фотографии и мультимедиа имени Родченко. В 2016 году окончила режиссерский факультет ВГИКа мастерскую Алексея Учителя. В 2019 году поступила в аспирантуру ВГИКа на кафедру эстетики, истории и теории культуры и опубликовала несколько научных статей. В 2019 году окончила Студию театральной режиссуры Бориса Юхананова.
После начала полномасштабной войны России против Украины Санду уехала из России, живет и работает в Амстердаме, Нидерланды.

## Творчество и признание
В 2015 году учебный короткометражный игровой фильм «Кира» получил специальный приз жюри на «Кинотавре» (Россия), а также награды за лучшую режиссуру и операторскую работу на МКФ ВГИК 2015 (Россия). В 2016 году выпускной документальный фильм «Святый Боже» основанный на воспоминаниях Санду о войне в Чечне. Он получил средства на производство от Министерства культуры РФ, но не прошел цензуру из-за поднятых в фильме проблем. Фильм «Святый Боже» был отобран на многие международные кинофестивали (Лейпцигский DOC, Роттердамский кинофестиваль и др.) и получил несколько международных и российских наград. Премьера следующего фильма «Восемь картин из жизни Насти Соколовой» состоялась на Роттердамском кинофестивале в 2018 году и была отмечена премией Silver Eye Award 2018 Института документального кино (Чехия).
С 2019 по 2022 год работала сценаристом, режиссером и креативным продюсером артхаусного сериала «Идентификация». Продюсерами сериала выступили Валерий Федорович и Евгений Никишов. Главную героиню сериала сыграла  актриса из Казахстана Лена Тронина. Премьера состоялась в 2022 году в рамках Берлинале.  Осенью 2022 года состоялась премьера документального короткометражного фильма о режиме и диктатуре в Чеченской Республике «Без культуры нет нации» в конкурсной программе Doclisboa (Португалия). Фильм получил награду  The main RheinMain Short Film Award за лучший короткометражный фильм на фестивале GoEast.
В сентябре 2023 года состоялась премьера автобиографичного спектакля «Кинотеатр радуга» в конкурсной программе Amsterdam Fringe Festival в котором Санду выступила режиссером и актрисой. Спектакль был удостоен награды Best Amsterdam Fringe 2023.
С 2017 года Санду снимает документальный автобиографичный  фильм «Память» о войне Чеченской Республике. Фильм получил поддержку IDFA фонда, IDFA Bertha Fund, CNC фонда и Нидерландского фильм Фонда, премьера фильма планируется в 2025 году.

## Фильмография
- «Дияна» (2012)
- «Орловы» (2013)
- «Кира» (2015)
- «Любовь Тамерлана» (2015)
- «Святый Боже» (2016)
- «Восемь картин из жизни Насти Соколовой» (2018)
- «Идентификация» (2022)
- «Без культуры нет нации» (2022)
- «Память» (2025)